# 坎巴拉太空计划
《坎巴拉太空计划》（又译作，缩写：KSP）是由墨西哥Squad公司为Microsoft Windows、MacOS、Linux、PlayStation 4和Xbox One开发制作的一款高度科学的单人沙盘风格模拟游戏。在游戏中，玩家创建并运作一个太空项目，游戏中的绿色人形外星人（被称作“小绿人”，“坎星人”或“ Kerbals”）将会参与其中。玩家可以设计出各种形状的航天器，同时驾驶航天器在坎巴拉星系中的各个行星、卫星上探索、建立空间站。在玩家探索行星表面時可能会遇到游戏公司为增添游戏的趣味性设置的彩蛋。游戏配备了真实的物理引擎，玩家在游戏内模拟现实中的空间轨道操作，如霍曼转移轨道和双椭圆转移轨道。
2011年6月24日，游戏首版在Squad的在线游戏商店中以數位形式发行，并在2013年3月20日加入了Steam的“抢先体验游戏”项目。游戏于2015年4月27日正式发布。同时，开发商允许用户创建游戏模组以添加新功能，一些热门游戏模组（如矿物资源采集和飞行任务）得到了开发商的支持并被纳入游戏更新之中。各种MOD开发团队都保持高度活跃的状态。同時，游戏开发人员正在与NASA和SpaceX合作，伊隆·马斯克也对这款游戏表示了强烈的兴趣。他们在航空航天、工程学和科学领域的教育教学上表达了合作意愿。
2017年5月，美国游戏发行商Take-Two宣布收购该游戏版权。同时，游戏更新加入了简体中文、日文等四种语言内容。随后，游戏被Take-Two的子公司Private Division接管。2018年1月，Private Division在Xbox One和PlayStation 4平台上发布了优化后的《坎巴拉太空计划》。游戏目前有《创造历史》（英語：Making History）和《破土重生》（英語：Breaking Ground）两个扩展内容包。游戏续作《坎巴拉太空计划2》已于2023年2月24日发布。

## 游戏设定

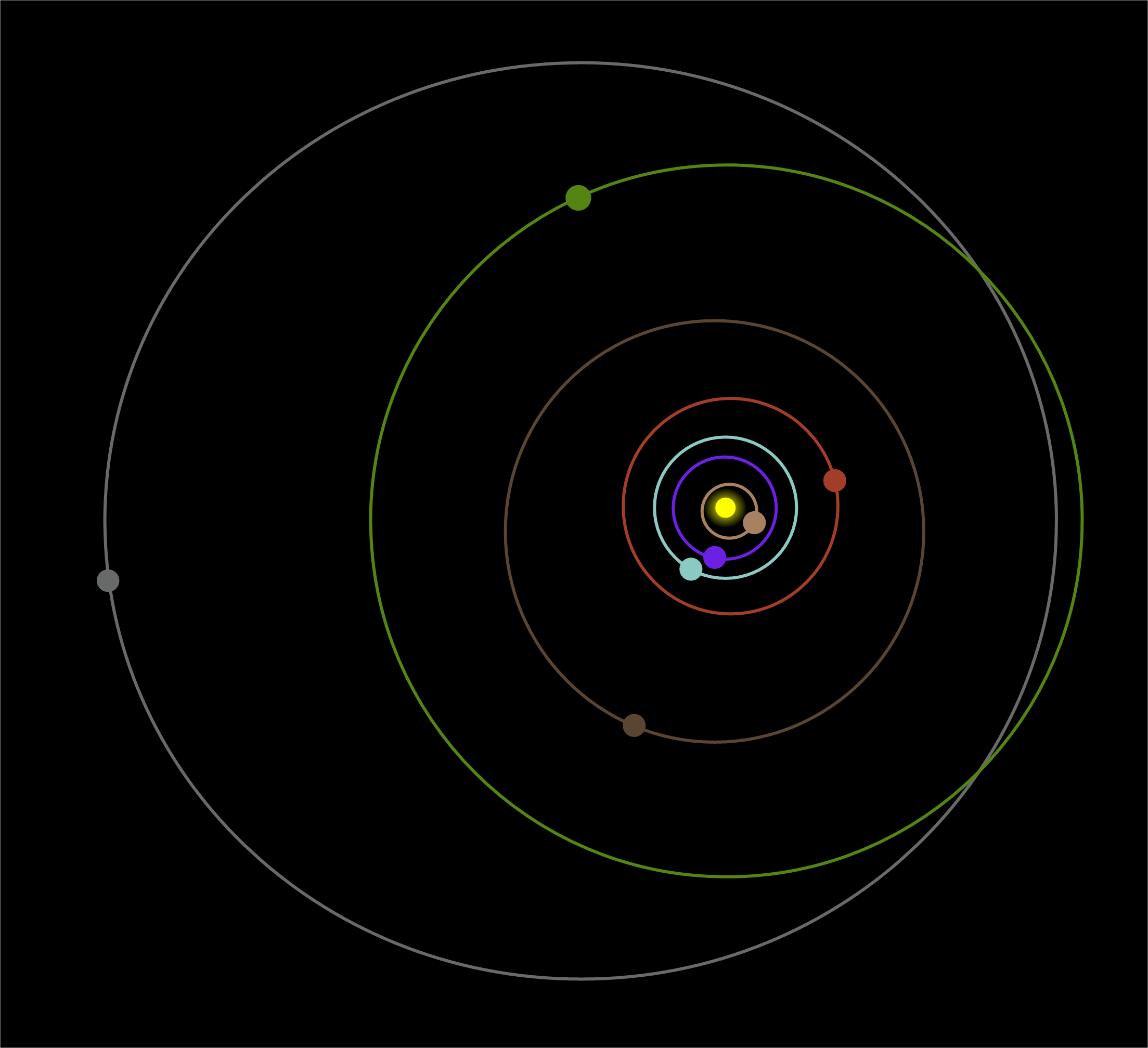
游戏中的星系
Sun（中心恒星，类似太阳）
Moho（最接近恒星的行星，类似水星）
EVE（第二颗行星，类似金星）
Kerbin（第三颗行星，类似地球）
Duna（第四颗行星，类似火星）
Dres（矮行星，类似谷神星）
Jool（气态巨行星，类似木星）
Eeloo（矮行星，类似冥王星）

游戏中的事件发生在一个虚构的星系中。这个星系类似于太阳系，其中心是恒星sun（玩家称之为Kerbol，实际游戏科研资料为sun）。五颗行星和两颗矮行星围绕它运行。游戏中虚构的外星人生活在靠近恒星的第三颗行星（Kerbin）上。根据游戏概念，这些外星人为实现探索太空的梦想，开始了自己的太空计划。这些计划在游戏玩家的控制和管理下进行。

## 游戏内容

### 游戏模式
游戏包括沙盒模式、生涯模式、科研模式。此外，还有供玩家学习天体物理、游戏元素、飞行员发展和导航技能的训练模式。
在沙盒模式下，玩家拥有无限数量的资源和零部件，不需要培训宇航员，发射基地为最大等级。这种模式下，玩家可以获得完全的自由。因此，玩家可以独立选择游戏目标，测试各种飞行器设计并在任意场景中游玩。
生涯模式中，玩家的可支配资金有限，必须通过接受并完成任务来获得资金（如将卫星送入特定轨道、在另一个天体上建立基地等等）。此外，玩家的发射基地为最初等级，基地功能受到限制（如发射台不允许发射超过一定质量的物体，仅提供基本的导航辅助设备等等），需要花费资金进行升级。在生涯模式中，还存在声誉的概念，声誉随着任务的完成而增长。如果任务执行不成功，则声誉可能会丢失。声誉是启用新任务类型的条件（例如，获得一定程度的声誉后出现探索另一个星球的任务）。通过各种游戏机制可将声誉转化为科研点数或资金。
科研模式是生涯模式的弱化版本，保留了生涯模式中的科技树。在游戏开始时，只有少量零件可用，只能用它们制造简单的火箭。在游戏过程中，玩家会进行科学实验，借此获得可用于发现新技术的科研点数。这些科研点数可用于解锁新组件。

## 音乐
游戏中的大多数音乐由美国作曲家凯文·麦克劳德创作。游戏音乐专辑名为《坎巴拉太空计划》，以CC BY 3.0许可在他的网站上发布。这些音乐在机库（SPH）、装配大楼（VAB）和太空飞行过程中播放。
| 标题                | 长度 | 用途             |
| ------------------- | ---- | ---------------- |
| Arcadia             | 1:37 | 太空中飞行器视角 |
| Bathed in the Light | 2:46 | 太空中飞行器视角 |
| Brittle Rille       | 3:49 | VAB/SPH内        |
| Dreamy Flashback    | 2:06 | 太空中飞行器视角 |
| Frost Waltz         | 2:15 | 太空中飞行器视角 |
| Frozen Star         | 3:41 | 太空中飞行器视角 |
| Groove Grove        | 3:25 | VAB/SPH内        |
| Impact Lento        | 3:30 | 太空中飞行器视角 |
| Sneaky Adventure    | 1:13 | VAB/SPH内        |
| Wizardtorium        | 3:27 | VAB/SPH内        |

## 开发历程
游戏于2011年6月24日首次公开发布初版（Alpha阶段），版本号为0.7.3。
游戏于2014年12月14日进入Beta阶段，初始版本号为0.90。该版本于2014年12月15日发布，名为“Beta Than Ever”。
游戏的1.3版本加入了简体中文等多种语言支持。该版本名为“Away with Words”，于2017年5月25日发布。
2021年6月25日，游戏的1.12版本（版本名“On Final Approach”）发布，为游戏的最终版本，后续将不再对游戏进行幅度较大的更新。

### 扩展内容
2017年3月17日，Squad公布了游戏的第一个DLC"Making History"（中文：创造历史），包括“任务编辑器”（英語：Mission Builder）和“历史包”（英語：History Pack）两个组件。该DLC于2018年3月13日发布。
2019年5月30日，第二个DLC"Breaking Ground"（中文：破土重生）发布。

## 评价与反响
| 汇总媒体     | 得分   | 得分   | 得分   |
| 汇总媒体     | PS4    | XOne   | PC     |
| ------------ | ------ | ------ | ------ |
| GameRankings | 73.75% | 72.78% | 89.44% |
| Metacritic   | 77%    | 74%    | 88%    |

| 媒体          | 得分 | 得分 | 得分   |
| 媒体          | PS4  | XOne | PC     |
| ------------- | ---- | ---- | ------ |
| Destructoid   |      |      | 8.5/10 |
| Edge          |      |      | 9/10   |
| Game Informer |      |      | 8.5/10 |
| GameSpot      | 9/10 | 9/10 | 9/10   |
| IGN           | 9/10 |      | 9/10   |

| 媒体             | 奖项         |
| ---------------- | ------------ |
| 游戏开发者选择奖 | 玩家选择奖   |
| Unity Awards     | 最佳游戏     |
| Unity Awards     | 社区之选     |
| 金摇杆奖         | 最佳独立游戏 |
| NAVGTR奖         | 模拟类游戏奖 |
| Edge             | 年度PC游戏   |

在游戏开发过程中，其Alpha和Beta版本得到包括《Kotaku》，《Rock, Paper, Shotgun》，《IGN》，《GameSpy》，《Eurogamer》，《Polygon》和《Destructoid》在内的许多媒体好评。

### 傳媒界
2013年12月，游戏被NBC评为“年度科学极客礼物”，有超过三千人参加了此次投票。
2015年5月，《PC Gamer》授予游戏96分（满分为100分）的高分，这是该媒体在当年打出的最高分数。他们将此游戏称为“科学与滑稽剧的完美结合”，在到达其他星球、完成既定任务的过程中能够获得成就感。
IGN称赞该游戏能让玩家“从失败中获取乐趣”，还说“在我终于成功制造一个能够入轨的火箭时，我已经失败了很多次，若是在其他游戏里，我就彻底放弃了”。
Edge杂志称，“《坎巴拉太空计划》的魔力不仅在于它既是游戏又是模拟器、一种高级的教育工具，而是仅仅是坐下来就可以玩得开心。游戏的特性可以与人类历史和真实的人类成就联系起来……玩家不是在解决游戏设计师设计的谜题，而是在解决现实中的谜题。”

### 商业界
Squad还发布了服装和毛绒玩具之类的实物周边商品。2015年3月，Squad与3D打印服务提供商Eucl3D宣布建立合作关系，允许玩家订购其飞船的3D打印模型。

### 科学界

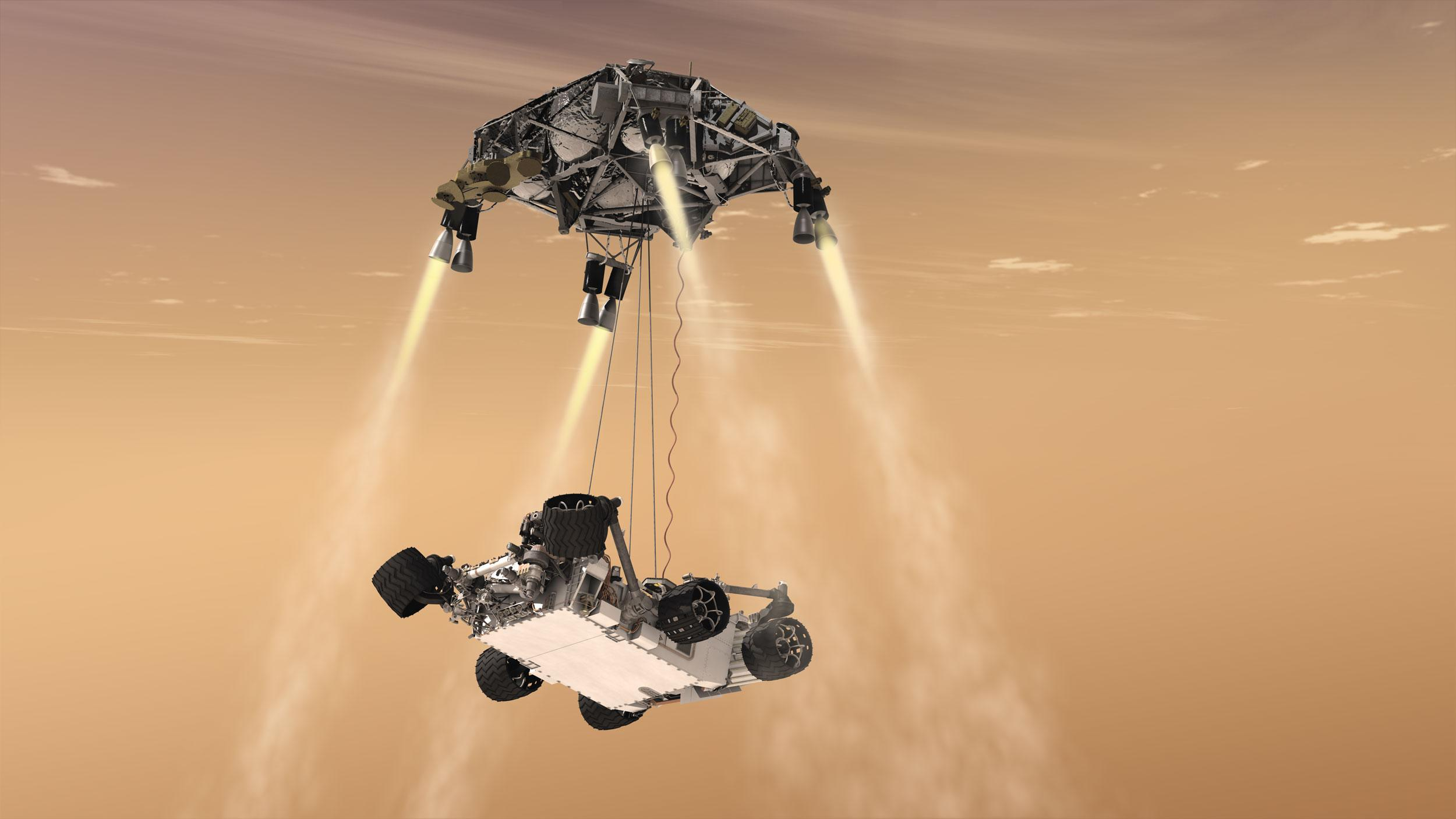
好奇号利用“空中吊车”着陆于火星表面的艺术概念图

游戏在科学界社区中吸引了众多科学家和航天工业从业者的兴趣，如NASA、欧空局、ULA的Tory Bruno和SpaceX公司的伊隆·马斯克等。据称，因为其高度仿真的天体物理引擎、航天动力学仿真及丰富的幽默感，NASA喷气推进实验室的半数工作人员都為這款遊戲著迷。他们曾在火星科学实验室计划中利用这款游戏，非正式的模拟好奇号的下降过程，并在此过程中造成许多“小绿人”丧生。
|                                | 我们认识很多自称受到《坎巴拉太空计划》启发而选择投身于航空航天或其他类似领域的人。我们不止一次遇到这种情况，这真的令人难以置信。而且我认为，我们在这款游戏中所做的，就像是一个微缩版本的NASA对人类所做的。 |
| ——Felipe Falanghe，《Polygon》 | |

Squad已在游戏中添加了基于NASA的Asteroid Redirect Mission的任务包，允许玩家跟踪和捕获小行星以进行采矿和研究。Squad还与B612基金会合作开发了一个可以观测、追踪威胁性小行星的MOD，并将其命名为“小行星日”（英語：Asteroid Day）。在游戏的1.1版本中，此MOD的一些非重要功能被加入游戏。后来，游戏的1.3版本完全吸收了这个MOD。

## 续作
2019年8月19日，《坎巴拉太空计划2》预计于2020年年中发布的消息在Gamescom 2019上发布。该游戏由Private Division开发。续作将会延续《坎巴拉太空计划》的沙盒特性，同时加入新的推进方式（如猎户座计划）、用于建造轨道或行星基地的居住模块、多人模式和星际旅行功能（以前此功能只能通过MOD实现）。Squad工作室将继续致力于优化、更新一代游戏。Private Division创建了一个新的工作室来开发续作，其中包括Star Theory工作室的成员。因此，Star Theory是否会出现在游戏界面上仍存变数。
由于COVID-19大流行，这款游戏曾被推迟到2021年秋季发售。续作的创意总监Nate Simpson于2020年11月6日宣布了这款游戏发售日期跳票到2022年。
2023年，《坎巴拉太空计划2》发布了抢先体验版本。